# Comuna Okteabrske, Putîvl
Okteabrske (în ucraineană Октябрське) este o comună în raionul Putîvl, regiunea Sumî, Ucraina, formată din satele Korolkî, Okteabrske (reședința) și Skunosove.

## Demografie
Componența lingvistică a comunei Okteabrske
     Ucraineană (92,98%)
     Rusă (7,02%)
Conform recensământului din 2001, majoritatea populației comunei Okteabrske era vorbitoare de ucraineană (92,98%), existând în minoritate și vorbitori de rusă (7,02%).